# Catch a Fire
Catch a Fire je páté studiové album jamajské skupiny The Wailers. Vydáno bylo v dubnu roku 1973 společnostmi Tuff Gong a Island Records a jeho producenty byli Bob Marley a Chris Blackwell. V hitparádě Billboard 200 se deska umístila na 171. příčce. Na původním obalu alba byl zobrazen zapalovač Zippo. S tímto obalem však bylo vydáno pouze prvních 20 000 výlisků, následně byl obal změněn (je na něm zobrazen Marley kouřící marihuanu).

## Seznam skladeb
1. „Concrete Jungle“ (Bob Marley) – 4:13
2. „Slave Driver“ (Marley) – 2:54
3. „400 Years“ (Peter Tosh) – 2:45
4. „Stop That Train“ (Tosh) – 3:54
5. „Baby We've Got a Date (Rock It Baby)“ (Marley) – 3:55
6. „Stir It Up“ (Marley) – 5:32
7. „Kinky Reggae“ (Marley) – 3:37
8. „No More Trouble“ (Marley) – 3:58
9. „Midnight Ravers“ (Marley) – 5:08

## Obsazení
- Peter Tosh – varhany, kytara, klavír, zpěv
- Bob Marley – kytara, zpěv
- Bunny Wailer – bonga, konga, zpěv
- Aston Barrett – baskytara
- Carlton Barrett – bicí
- Rita Marley – doprovodné vokály
- Marcia Griffiths – doprovodné vokály
- John Bundrick – klávesy, syntezátor, clavinet
- Wayne Perkins – kytara
- Tommy McCook – flétna
- Robbie Shakespeare – baskytara
- Francisco Willie Pep – perkuse
- Winston Wright – perkuse
- Chris Karan – perkuse